# Petrîci, Busk
Petrîci (în ucraineană Петричі) este un sat în comuna Andriivka din raionul Busk, regiunea Liov, Ucraina.

## Demografie
Componența lingvistică a localității Petrîci
     Ucraineană (99,87%)
     Alte limbi (0,13%)
Conform recensământului din 2001, majoritatea populației localității Petrîci era vorbitoare de ucraineană (99,87%), existând în minoritate și vorbitori de alte limbi.